# ZVV Demi Sport
Zaalvoetbalvereniging Demi Sport is een Nederlandse zaalvoetbalclub uit Beverwijk. Demi Sport werd in 1973 opgericht door Jordi Noorderbroek en Frank Stapelkamp en is daarmee een van de oudste zaalvoetbalverenigingen uit de regio Noord-Holland.
De thuishaven van Demi Sport is sporthal 'De Kinheim' (te Beverwijk). Demi Sport had voor het seizoen 2009-2010 twee herenteams en twee damesteams. Het eerste team speelde in het seizoen 2009-2010 in de eerste divisie.
Enkele opvallende spelers die deel uitmaken van de selectie van Demi Sport zijn: 
- Raphael Supusepa
- Raymond Bronkhorst